# Tingena clarkei
Tingena clarkei är en fjärilsart som först beskrevs av Alfred Philpott 1928a.  Tingena clarkei ingår i släktet Tingena och familjen praktmalar. Inga underarter finns listade i Catalogue of Life.